# Fleetcor Technologies
Fleetcor Technologies, Inc. ist ein US-amerikanisches Unternehmen.
Die Gesellschaft bietet Tankkarten, kommerzielle Zahlungs- und Datenlösungen, Lösungen für gespeicherte Werte und Belegschaftszahlungsmittel und Dienstleistungen für Unternehmen, Handelsflotten, große Ölgesellschaften, Erdöl-Vermarkter und Regierungsbehörden. Fleetcor bietet Kunden verschiedene Kartenprodukte an, die wie eine Guthabenkarte funktionieren, um Kraftstoffe, Unterbringung und zugehörige Produkte und Dienstleistungen an teilnehmenden Standorten zu kaufen. Fleetcor Technologies wurde im Jahr 2000 gegründet und hat seinen Hauptsitz in Norcross in Georgia.
Der CEO des Unternehmens, Ronald F. Clarke, führte 2019 die Liste der 100 überbezahltesten CEOs an. Er erhielt 2018 insgesamt 52.643.810 US-Dollar für seine Tätigkeit. Laut dem Ranking entspricht dies dem 1517-fachen des Mediangehalts eines Angestellten seiner Firma und 2,17 % des Umsatzes bzw. 6,5 % des Jahresüberschusses des Unternehmens. Sein Gehalt erhielt bei der Hauptversammlung von Fleetcor nur 14 % Zustimmung.